# Iamelnîțea, Skole
Iamelnîțea (în ucraineană Ямельниця) este o comună în raionul Skole, regiunea Liov, Ucraina, formată numai din satul de reședință.

## Demografie
Componența lingvistică a comunei Iamelnîțea
     Ucraineană (99,82%)
     Alte limbi (0,18%)
Conform recensământului din 2001, majoritatea populației comunei Iamelnîțea era vorbitoare de ucraineană (99,82%), existând în minoritate și vorbitori de alte limbi.